# Giacomo Debenedetti
Giacomo Debenedetti (Biella, 25 giugno 1901 – Roma, 20 gennaio 1967) è stato uno scrittore, saggista e critico letterario italiano.
Fu tra i maggiori interpreti della critica letteraria in Italia nel XX secolo, uno dei primi ad accogliere la lezione della psicoanalisi e delle scienze umane in genere, e tra i primi a cogliere tutta la portata del genio di Marcel Proust.
Suoi figli sono la storica dell'arte Elisa Debenedetti e lo scrittore Antonio Debenedetti.

## Biografia

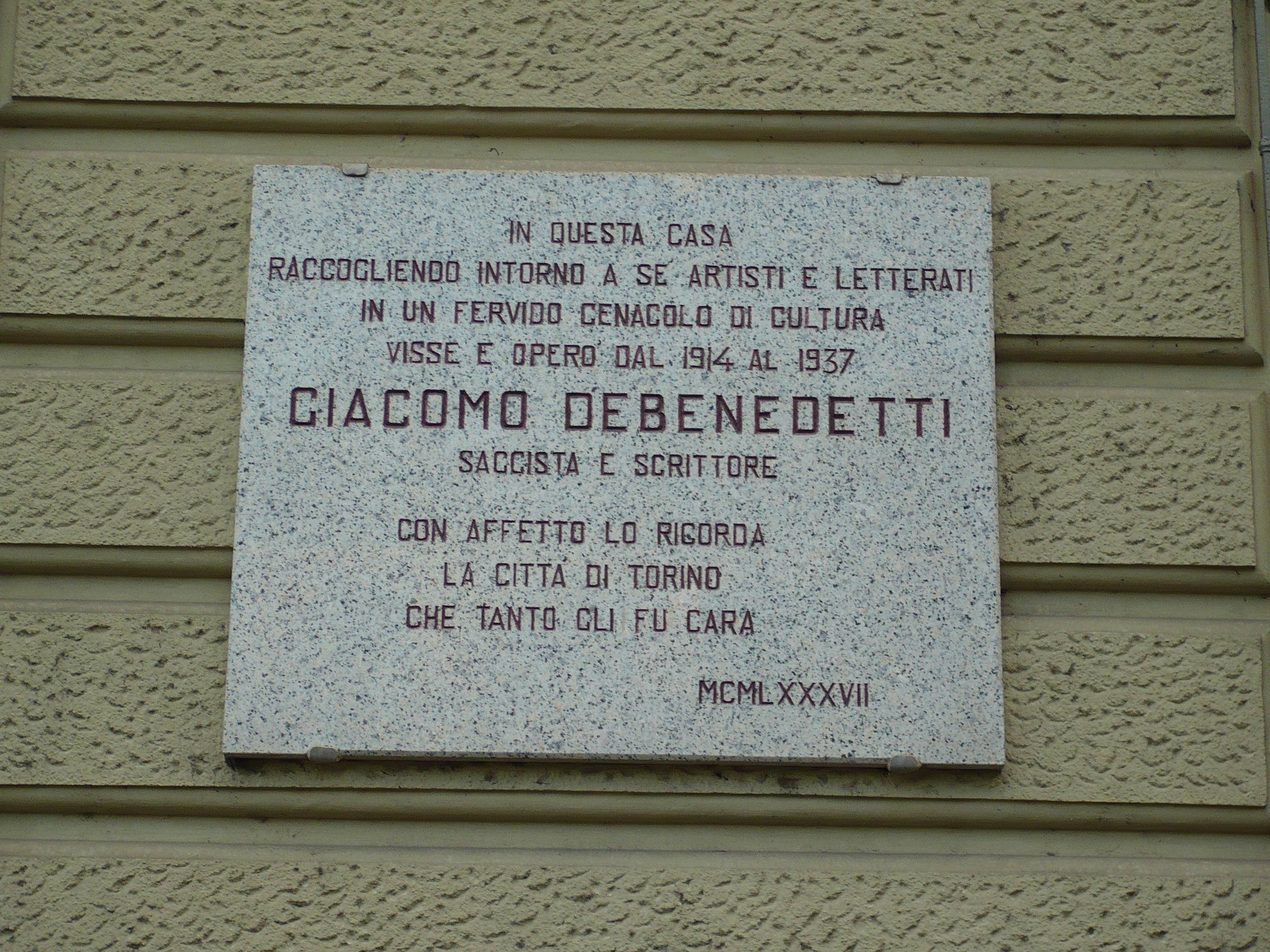
La lapide in ricordo di Giacomo Debenedetti collocata nel 1987 a Torino, in corso San Maurizio 52

Giacomo Debenedetti nasce a Biella da una famiglia ebraica, ma si trasferisce giovanissimo a Torino. Conclusi con ottimi voti gli studi secondari, s'iscrive alla locale università e, in seguito, a ben tre indirizzi di laurea: matematica, giurisprudenza e lettere. Nel 1922, con Sergio Solmi e Mario Gromo, fonda la rivista letteraria Primo Tempo, che chiuderà dopo appena undici numeri. Conosce Piero Gobetti, con cui nasce una breve ma intensa amicizia, e inizia una proficua collaborazione alla rivista Il Baretti, sulla quale pubblicherà saggi importanti su Raymond Radiguet, Umberto Saba e Marcel Proust. Diventa uno dei partecipanti all'esperienza della rivista Solaria.
Nel 1926 Debenedetti pubblica il primo libro di narrativa, Amedeo e altri racconti (1926), e nel 1929 il primo dei volumi della serie Saggi critici. Tra gli anni trenta e quaranta continua a scrivere la seconda serie dei Saggi critici (1945). Negli anni trenta inizia a occuparsi anche di cinema come sceneggiatore per la Cines, sotto falso nome a causa delle leggi razziali emanate dal regime fascista, ed è costretto a nascondersi anche dopo il trasferimento a Roma, nei momenti più acuti della repressione, prima e durante la seconda guerra mondiale. Nel 1937 pubblicò, sul Meridiano di Roma, di cui fu condirettore, un esame dello stile letterario di Mussolini che gli attirerà le critiche di Carlo Dionisotti.

### La seconda guerra mondiale
Tra l'ottobre 1943 e il maggio 1944 si trova a Cortona nella casa di San Pietro a Cegliolo, dove si rifugia con la famiglia e i colleghi Pietro Pancrazi e Nino Valeri durante l'occupazione tedesca di Roma. In questo periodo scrive Vocazione di Vittorio Alfieri, nel quale l'autore sottolinea la necessità della riscoperta di Vittorio Alfieri, autore tragico e grande difensore della libertà individuale e contrario ad ogni forma di potere monarchico. Per una pubblicazione di Vocazione di Vittorio Alfieri si dovrà però aspettare il 1959, anno di pubblicazione nel III volume di Saggi critici, pubblicati a Milano dall'editore Il Saggiatore; prima di questa data, si poterono leggere solo alcune parti del libro, grazie alla pubblicazione di queste su varie riviste italiane come Fiera letteraria, Letteratura e arte contemporanea e Poesia tra il 1945 e il 1951.
Nel giugno 1944, dopo la liberazione di Roma, Debenedetti si unisce alle formazioni partigiane che operavano nell'Appennino toscano e nel dicembre 1944 pubblica, sulla rivista romana "Mercurio", 16 ottobre 1943, un testo che descrive la tranquilla vigilia e la successiva giornata del rastrellamento del ghetto ebraico di Roma. Debenedetti è con Silvia Forti Lombroso e Luciano Morpurgo uno dei primissimi testimoni ad affrontare in un racconto autobiografico il problema delle persecuzioni ebraiche in Italia, non dalla prospettiva di coloro che furono deportati nei campi di sterminio ma di coloro che furono costretti alla clandestinità negli anni della guerra. In assoluto si tratta della prima memoria scritta della Shoah italiana. Nel 1945 lo scritto viene ristampato a Lugano in "Libera Stampa" e a Roma nella edizioni O.E.T., nel 1947 Jean Paul Sartre ne promuove la traduzione francese che verrà stampata in Les Temps Modernes. Sempre nel 1944 pubblica il racconto Otto ebrei, un episodio del processo al questore Pietro Caruso, durante il quale il Commissario di Pubblica Sicurezza Alianello dichiarò di aver eliminato otto nomi di ebrei dalla lista degli ostaggi designati per la fucilazione alle Fosse Ardeatine.

### Il dopoguerra
Finita la parentesi dolorosa delle persecuzioni razziali, entra come docente incaricato di letteratura italiana, prima all'Università di Messina, poi all'Università di Roma, pubblicando la terza serie di "Saggi critici" (1959). In tre occasioni (1962, 1964, 1967) tenta di diventare professore ordinario, venendo tuttavia respinto, in uno dei più noti "scandali" della storia dell'accademia italiana.
Nel 1958 partecipa alla fondazione della casa editrice Il Saggiatore da parte di Alberto Mondadori, figlio di Arnoldo Mondadori, e diventa direttore della collana di narrativa "Biblioteca delle Silerchie", riproponendo testi strettamente legati all'esperienza solariana.
Debenedetti continua anche negli anni cinquanta e sessanta a occuparsi di critica letteraria con saggi e libri, ma non riuscirà a vedere pubblicata la maggior parte della sua vasta produzione critica, che uscirà postuma a cura della moglie Renata Orengo: Il personaggio uomo (1970), Il romanzo del Novecento (1971), Poesia italiana del Novecento (1974), Verga e il naturalismo (1976), Personaggi e destino. La metamorfosi del romanzo contemporaneo (1977), Vocazione di Vittorio Alfieri (1977), Pascoli: la rivoluzione inconsapevole (1979), Rileggere Proust (1982), Quaderni di Montaigne (1986).

## Riconoscimenti
- L'Accademia Nazionale dei Lincei gli ha conferito nel 1967 il Premio Feltrinelli per la Saggistica.[7]
- Nel 1971, nell'ambito del Premio Viareggio, gli è stato assegnato il Premio Speciale alla Memoria.[8]
- Il Comune di Roma gli ha intitolato una via.

## Percorso critico
Formatosi sulla critica crociana, Debenedetti se ne allontana presto, attratto da forme di conoscenza esterne all'orizzonte della sola tradizione critica letteraria italiana: rivolgendosi allo studio di autori stranieri (è stato tra i primi a cogliere tutta la portata del genio di Proust, il cui nome ricorre frequentemente nei suoi scritti), e facendo maturare la sua critica in un contesto europeo, configurandola inoltre come ricerca delle "ragioni" dell'autore, il quale punta alla rivelazione non di un dato obiettivo, ma esprime un problema interiore tanto che si riconoscono in essa suggestioni della psicoanalisi, da Sigmund Freud a Carl Gustav Jung, e della fenomenologia di Edmund Husserl, ma anche la sociologia e l'antropologia culturale.
La ricchezza e la novità delle sue letture si traducono in un'attività di critico che non vuole chiudersi all'interno di un metodo; pronto ad analizzare, assieme ai simboli e ai miti degli autori, così com'erano calati nella realtà delle opere, anche la propria soggettività di lettore, soprattutto di fronte ai testi più amati (Giovanni Pascoli, Italo Svevo, Federigo Tozzi, Umberto Saba).

Anni prima, in un'intervista mai raccolta in volume, Debenedetti aveva concentrato la sua attenzione sulla esigenza da cui era stato spinto il narratore nel nostro secolo a «rincorrere» il personaggio, a conoscerne le motivazioni segrete, e quelle palesi, per poi sciogliersi da ogni vincolo con lui: 
Il pensiero critico di Debenedetti ruota intorno alla questione uomo, come persona, e lo fa con lo stesso proposito e l'identico criterio conoscitivo di un narratore (quale egli fu in scritti come Amedeo e altri racconti, Otto ebrei, 16 ottobre 1943). Tutta la sua vita letteraria si è mossa nell'universo romanzesco. Questa sorta di perpetuo intervento nell'immaginario altrui finiva per scontrarsi con l'infelicità e la nevrosi dell'uomo moderno, e portava lo scrittore e critico ad affinare una particolare attitudine a riconoscere nel destino dei personaggi romanzeschi la loro insicurezza e crisi d'identità. Di questa scomparsa del personaggio uomo, Debenedetti scrisse e delineò una "commemorazione provvisoria" nel saggio II personaggio uomo.

Debenedetti avvertiva la nostalgia del personaggio uomo, allo stesso modo in cui si dichiarava convinto della necessità di non abbandonare alle lusinghe della civiltà di massa i valori della letteratura. Ritornando all'intervista, una sua dichiarazione finale, a oltre quarant'anni di distanza, scioglie alcuni nodi sulla dibattuta questione della funzione del critico:

## Opere

### Bibliografie degli scritti
- Francesco Mattesini, Per una bibliografia degli scritti di Giacomo Debenedetti, in Vita e Pensiero, LI, n. 6, 1968,  pp. 503-510.
- Lorenzo Cantatore, Bibliografia di Giacomo Debenedetti, Roma, Carucci, 1990.
- Angela Borghesi, Notizie sui testi, in Saggi, progetto editoriale e saggio introduttivo di Alfonso Berardinelli, Milano, Mondadori, 1999,  pp. 1575-1623, ISBN 88-04-45776-7.
- Angela Borghesi, Bibliografia, in Saggi, progetto editoriale e saggio introduttivo di Alfonso Berardinelli, Milano, Mondadori, 1999,  pp. 1627-1682, ISBN 88-04-45776-7.

### Narrativa
- Amedeo e altri racconti, Baretti, Torino, 1926; II ed., Collana Narratori n.19, Vanni Scheiwiller Editore, Milano, 1967; a cura di Enrico Ghidetti, con l'inedito Amedeo II e due lettere di Umberto Saba, Collana Universale Letteratura n.107, Editori Riuniti, Roma, 1984; con postfazione di Giuseppe Nicoletti, coll. Edizioni Gobettiane, Roma, Edizioni di Storia e Letteratura, 2023.
- Otto ebrei, Roma , 1944; Louis Golding, Lettera a Hitler (trad. di Bruno Oddera) - Otto ebrei, Collana Biblioteca delle Silerchie, Il Saggiatore, Milano, 1961; 16 ottobre 1943 - Otto Ebrei, Introd. di Alberto Moravia, a cura di Cesare Garboli, Collana Opere di G. Debenedetti, Il Saggiatore, Milano, 1973; in 16 ottobre 1943, Collana Oceani, Milano, La nave di Teseo, 2021.
- 16 Ottobre 1943, Collana Confidenze, OET, Roma, 1945; Il Saggiatore, Milano, I ed. 1958; Collana La Memoria n.271, Sellerio, Palermo, 1993; Prefazione di Natalia Ginzburg, Einaudi Tascabili, Torino, 2001; Collana Einaudi Tascabili.Scrittori, 2005; Testi di Alberto Moravia, Natalia Ginzburg e Guido Piovene, con una Nota di Mario Andreose, Collana Oceani n.128, Milano, La nave di Teseo, 2021, ISBN 978-88-346-0464-9.
- La morte di Euridice (romanzo inedito di 240 fogli mss.).
- La casa delle ragazze appassionate (romanzo inedito di 600 fogli mss.).

### Saggistica e critica
- Saggi critici, 3 volumi 
  - I volume: Saggi critici, Edizioni di Solaria, Firenze, 1929; Saggi. Prima serie, a cura di Cesare Garboli, Collana Opere di G. Debenedetti n.1, Il Saggiatore, Milano 1969; introduzione di Geno Pampaloni, Collana Saggi, Marsilio, Venezia, 1989.
  - II volume: Saggi critici. Nuova serie, Collana Cultura d'Oggi, O.E.T. Edizioni del Secolo, Roma, I ed. luglio 1945; Introduzione di Walter Pedullà, Collana Saggi, Marsilio, Venezia, 1990.
  - III volume: Collana Il pensiero critico, Mondadori, Milano, 1952; Collana Biblioteca Contemporanea n.21, Mondadori, Milano, 1955 (saggi: sullo stile di Benedetto Croce, Michelstaedter, Radiguet, Per una rappresentazione de l'Orphée di Jean Cocteau, Saba, Proust, Il gusto dei Primitivi) - Saggi critici. Terza serie, Collana La Cultura, Il Saggiatore, Milano, 1961, II ed.; introduzione M. Lavagetto, Collana Saggi, Marsilio, Venezia, 1994.
- Radiorecita su Marcel Proust, Macchia, Roma, 1952; ripubblicata con il titolo Un altro Proust, a cura di E. Marangoni, Palermo, Sellerio, 2018.
- Intermezzo, Collana Il Tornasole, Mondadori, Milano, 1963; Collana i Gabbiani, Il Saggiatore, Milano, 1972.

### Libri pubblicati postumi
- II personaggio uomo. Saggi critici. Serie postuma, Collana Scritture, Il Saggiatore, Milano, 1970; Prefazione di Raffaele Manica, Milano, Il Saggiatore, 2016.
- Il romanzo del Novecento, presentazione di Eugenio Montale, Collana Saggi, Garzanti, Milano, 1971-2; Collana Saggi Blu, Garzanti, Milano, 1980; Collana Strumenti di studio, Garzanti, Milano, 1987-1992; Testi introduttivi di Mario Andreose e Massimo Onofri, Collana I fari, La nave di Teseo, Milano, 2019, ISBN 978-88-346-0086-3.
- Niccolò Tommaseo, presentazione di Alberto Moravia, Collana Saggi, Garzanti, Milano, 1973.
- Poesia italiana del Novecento, presentazione di Pier Paolo Pasolini, Collana Saggi, Garzanti, Milano, 1974; Prefazione di Alfonso Berardinelli, Collana I Fari n.132, Milano, La nave di Teseo, 2022, ISBN 978-88-346-1225-5.
- Verga e il naturalismo. La narrativa del primo Verga e l'esplosione naturalistica in Europa nelle lezioni di un critico veramente europeo, presentazione di Leonardo Sciascia, Collana Saggi Blu, Garzanti, Milano, 1976.
- Vocazione di Vittorio Alfieri, Roma, 1977; Vocazione di Vittorio Alfieri. Tra biografia e scrittura, alla ricerca dello "sconosciuto sé stesso", con una nota di Franco Fortini, Collana Gli Elefanti. Saggi, Garzanti, Milano, 1995.
- Pascoli: la rivoluzione inconsapevole. Ambivalenza e diffidenza di fronte a un grande poeta, "affascinante e incantevole, e insieme stranamente antipatico", Collana Saggi Blu, Garzanti, Milano, 1979.
- Saggi 1922-1926, A cura di Franco Contorbia, Collana Oscar Studio, Mondadori, Milano, 1982.
- Rileggere Proust e altri saggi proustiani, Collana Passaggi n.5, Mondadori, Milano, 1982.
- Al cinema, a cura di Lino Micciché, Collana '900, Marsilio, Venezia, 1983.
- Quaderni di Montaigne. Gli "Essais" e il loro autore nelle lezioni di un grande critico, Prefazione e cura di Giovanni Macchia, Collana Saggi Blu, Garzanti, Milano, 1986.
- Preludi. Le note editoriali alla "Biblioteca delle Silerchie", a cura di M. Gulinucci, introduzione di Edoardo Sanguineti, Collana Confini, Theoria, Roma, 1991; riedito con introduzione di Raffaele Manica, Collana La Nuova Diagonale n. 92, Sellerio, Palermo, 2012.
- Italiani del Novecento, con prefazione di Enzo Siciliano, Collana 900 Italiano, Giunti, Firenze, 1995.
- Profeti. Cinque conferenze del 1924, a cura di G. Citton, con un saggio introduttivo di Cesare Segre, Milano, 1998.
- Saggi, progetto editoriale e saggio introduttivo di Alfonso Berardinelli, Milano, Collana I Meridiani, Milano, Mondadori, 1999.
- Proust, testi e note a cura di V. Pietrantonio, progetto editoriale e saggio introduttivo di Mario Lavagetto, Collana Nuova Cultura, Bollati Boringhieri, Torino, 2005, ISBN 978-88-339-1628-6.
- Savinio e le figure dell'invisibile, a cura di M. Debenedetti, con tavole di Alberto Savinio, Monte Università Parma, 2009.
- Cinema: il destino di raccontare, a cura di Orio Caldiron, Milano, La nave di Teseo, 2018, ISBN 978-88-934-4574-0.
- Saba. Scritti e saggi (1923-1974), a cura di Stefano Carrai, Roma, Carocci, 2024.

### Traduzioni
- George Eliot, Il mulino sulla Floss, Milano, Arnoldo Mondadori Editore, 1940.
- Marcel Proust, Un amore di Swann, Milano, Bompiani, 1948.
- Katherine Mansfield, Felicità. Qualcosa di infantile ma di molto naturale, Milano, Il Saggiatore, 1959.
- Henry Miller, Il tempo degli assassini, Milano, Sugar, 1966.

### Bibliografie della critica
- Lorenzo Cantatore, Bibliografia di Giacomo Debenedetti, Roma, Carucci, 1990.
- Angela Borghese, Bibliografia, in Saggi, progetto editoriale e saggio introduttivo di Alfonso Berardinelli, Milano, Mondadori, 1999,  pp. 1627-1682, ISBN 88-04-45776-7.
- Beniamino Mirisola, Scritti non contemplati nelle precedenti bibliografie, in Beniamino Mirisola, La critica come processo d'individuazione. Tessere junghiane nella saggistica di Giacomo Debenedetti, Tesi di dottorato in Scienze Umanistiche (indirizzo Italianistica), A.A. 2006/2007-A.A. 2008/2009,  pp. 307-313. URL consultato il 12 gennaio 2024 (archiviato dall'url originale il 16 agosto 2017).* *

### Monografie
- Giacomo Debenedetti, 1901-1967, a cura di Cesare Garboli, Milano, Il Saggiatore, 1968.
- Francesco Mattesini, La critica letteraria di Giacomo Debenedetti, Milano, Vita e Pensiero, 1969.
- Alberto Granese, La maschera e l'uomo : saggio su Giacomo Debenedetti e la cultura europea del Novecento, Salerno, Palladio, 1976.
- Alberto Granese, Integrazione e rivolta : dittico per Debenedetti e Salinari, Salerno, Edisud, 1985.
- Ottavio Cecchi, Incontri con Debenedetti, Ancona, Transeuropa, 1988, ISBN 88-7828-012-7.
- Angela Borghesi, La lotta con l'angelo : Giacomo Debenedetti critico letterario, Venezia, Marsilio, 1989, ISBN 88-317-5185-9.
- Rosita Tordi (a cura di), Il Novecento di Debenedetti. Atti del Convegno (Roma 1-2-3 dicembre 1988), Milano, Fondazione Arnoldo e Alberto Mondadori, 1991, ISBN 88-85938-02-7.
- La critica italiana moderna e contemporanea. Storia e testi, direzione Carlo Muscetta, vol. 5: Mario Praz, Debenedetti e la psico critica, Roma, Pagine, 1995.
- Paola Frandini, Il teatro della memoria : Giacomo Debenedetti dalle opere e i documenti, Lecce, Manni, 2001, ISBN 88-8176-225-0.
- Emilio Jona e Vanni Scheiwiller (a cura di), Giacomo Debenedetti: l'arte del leggere. Atti del Convegno (Biella, Palazzo La Marmora, febbraio 1996), relazioni di Renata Debenedetti et al., Milano, Libri Scheiwiller, 2001, ISBN 88-7644-289-8.
- Giulio Ferroni et al., Giacomo Debenedetti e il secolo della critica, 2001, Mondadori, Segrate (MI), ISBN 88-04-48951-0.
- Paola Frandini, Il teatro della memoria. Giacomo Debenedetti dalle opere e i documenti, Lecce, Manni, 2001.
- Vanessa Pietrantonio, Debenedetti e il suo doppio. Una traversata con Marcel Proust, Bologna, Il Mulino, 2003, ISBN 88-15-09404-0.
- Walter Pedullà, Il Novecento segreto di Giacomo Debenedetti, Milano, Rizzoli, 2004.
- Marcello Ciocchetti, Prima di piantare i datteri. Giacomo Debenedetti a Roma (1944-1945), Pesaro, Metauro, 2006, ISBN 88-87543-86-0.
- Alberto Granese, I campanili di Martinville. Debenedetti tra progetto e destino, Salerno, Edisud Salerno, 2007.
- Mirko Francioni, La presenza di Proust nel Novecento italiano : Debenedetti, Morselli, Sereni, Pisa, Pacini, 2010, ISBN 978-88-6315-249-4.
- Rosita Tordi Castria, Cinque studi : Carlo Michelstaedter, Giuseppe Ungaretti, Alberto Savinio, Italo Calvino, Giacomo Debenedetti, Roma, Bulzoni, 2010, ISBN 9788878705180.
- Viviana Agostini-Ouafi, Poetiche della traduzione. Proust e Debenedetti, prefazione di Maria Teresa Giaveri, Modena, Mucchi, 2010, ISBN 978-88-7000-524-0.
- Viviana Agostini-Ouafi, Nel buio regno : Proust, Michelet e Debenedetti, introduzione di Daria Galateria, postfazione di Adalinda Gasparini, Firenze, Le Cáriti, 2011, ISBN 978-88-87657-70-8.
- Pietro Milone, Sciascia: memoria e destino : la musica dell'uomo solo tra Debenedetti, Calvino e Pasolini, Caltanissetta-Roma, Sciascia, 2011, ISBN 978-88-8241-334-7.
- Paolo Gervasi, La forma dell'eresia. Giacomo Debenedetti 1922-1934: storia di un inizio, Pisa, ETS, 2012, ISBN 978-88-467-3001-5.
- Beniamino Mirisola, Debenedetti e Jung. La critica come processo d'individuazione, Firenze, Cesati, 2012, ISBN 978-88-7667-428-0.
- Walter Pedullà, Giacomo Debenedetti, interprete dell'invisibile, Venezia, Marsilio, 2015, ISBN 978-88-317-2011-3.
- Alberto Granese, Il metodo umano : Gramsci e Debenedetti: politica nazionale e cultura europea, Salerno, Edisud, 2016, ISBN 9788898257232.
- Rosita Tordi Castria, Debenedetti e Savinio, Moncalieri, Centro interuniversitario di ricerche sul viaggio in Italia, 2017, ISBN 978-88-7760-955-7.
- Davide Colussi, Stili della critica novecentesca : Spitzer, Migliorini, Praz, Debenedetti, Sereni, Roma, Carocci, 2017, ISBN 978-88-430-8919-2.

### Saggi
- Ottaviano Giannangeli, “Primo Tempo” di Debenedetti, in Dimensioni, a. XVII, n. 1-2, aprile 1973.
- Renato Bertacchini, Giacomo Debenedetti, in Letteratura italiana. I critici, vol. V, Milano, Marzorati, 1987, pp. 3397–3407.
- Edoardo Sanguineti, Il racconto critico di Debenedetti, in Letteratura italiana. I critici, vol. V, Milano, Marzorati, 1987, pp. 3408–3416.